# 霍赫卡山

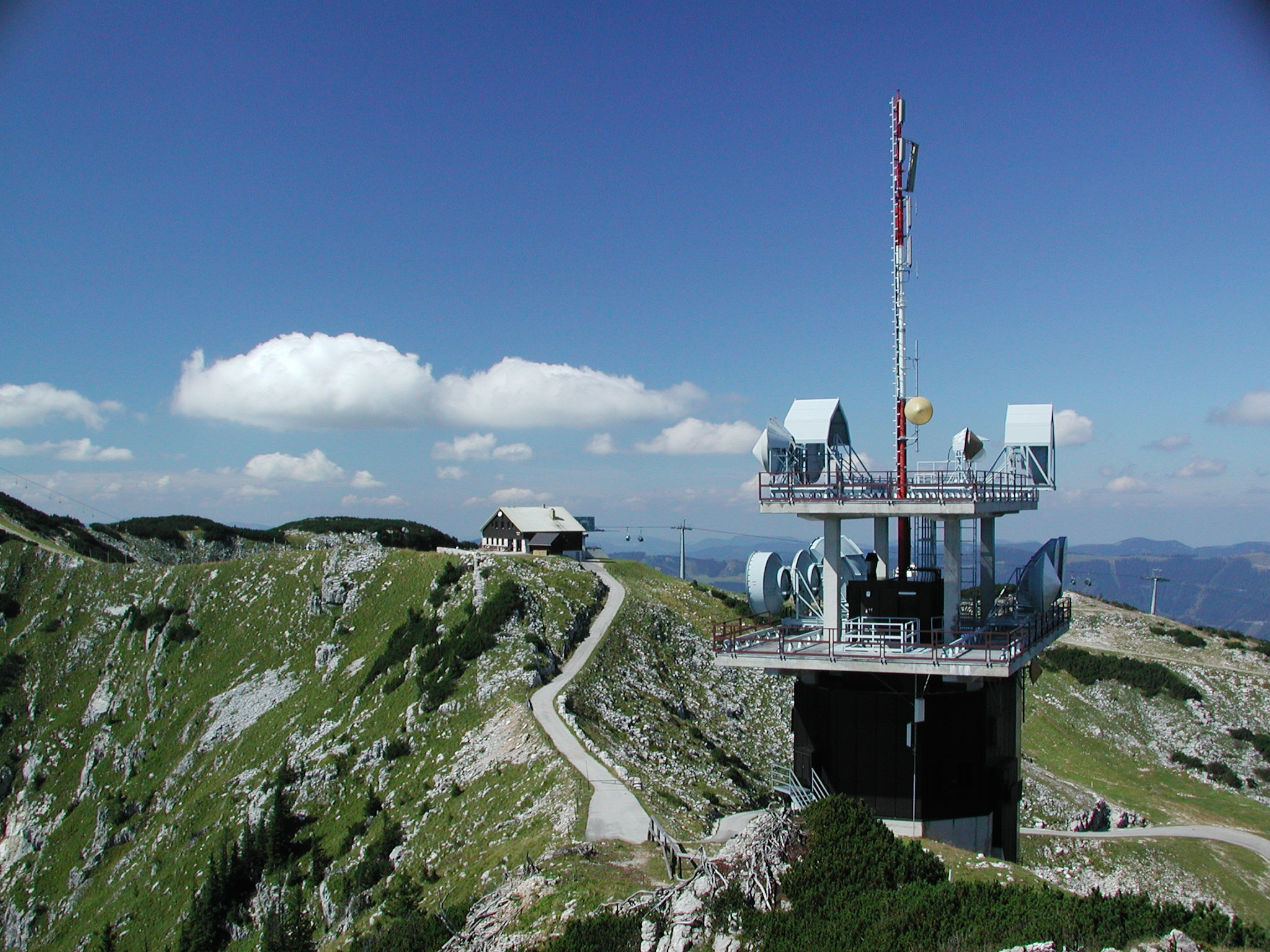

霍赫卡山（德語：Hochkar），是奧地利的山峰，位於該國東南部，由施泰爾馬克州負責管轄，屬於伊布斯阿爾卑斯山脈的一部分，海拔高度1,808米，每年平均降雨量1,513毫米。

## 外部連結
- （德文） Hochkar - oficiální stránka （页面存档备份，存于）
- （捷克文） Hochkar - lyžařský průvodce （页面存档备份，存于）